# Opsiphanes beata
Opsiphanes beata är en fjärilsart som beskrevs av Hans Fruhstorfer 1907. Opsiphanes beata ingår i släktet Opsiphanes och familjen praktfjärilar. Inga underarter finns listade i Catalogue of Life.